# Antoine-Isaac Silvestre de Sacy
Baron Antoine Isaac Silvestre de Sacy, född den 21 september 1758 i Paris, död där den 21 februari 1838, var en fransk orientalist, far till Samuel Ustazade Silvestre de Sacy.
de Sacy fick 1781 en befattning vid myntverket och utnämndes 1791 till en av generalmyntkommissarierna, men lämnade sin tjänst kort därefter, då revolutionen började urarta, och slog sig i stället ner på landet i och för sina forskningar. När École des langues orientales vivantes upprättades 1795, mottog de Sacy en befattning som lärare i arabiska där, och 1806 utnämndes han till professor i persiska vid Collège de France.
Ryktet om hans föreläsningar i orientaliska ämnen spred sig kring den lärda världen i hela Europa. de Sacy behandlade Orienten från alla möjliga synpunkter: den arkeologiska, geografiska, historiska, litterära, religiösa och filologiska. Sedan 1785 var han associerad ledamot av Académie des inscriptions et belles-lettres och blev ordinarie medlem 1792 och utsågs 1833 till akademiens ständige sekreterare.
Dessutom deltog de Sacy i det kommunala och politiska livet: blev 1808 ledamot av lagstiftande kåren, där han 1814 röstade för Napoleon I:s avsättning, samt utnämndes efter restaurationen 1814 till censor och till medlem av kommissionen för den offentliga undervisningen. År 1822 utsågs han till förste president i den av honom själv och andra samma år grundlagda Société asiatique. 1832 utnämndes han till pär av Frankrike och 1833 till konservator för de orientaliska manuskripten i kungliga biblioteket i Paris.
Som orientalist hade de Sacy den största betydelse, inte endast genom sina många skrifter, vilka nästan alla mer eller mindre verkade banbrytande, utan också genom sin lärarverksamhet, genom vilken han gav fransmän, tyskar, engelsmän och ryssar impulsen till orientaliska forskningar på olika områden. Till hans svenska lärjungar räknas bland andra Carl Johan Tornberg.

## Verk
- Principes de grammaire générale (1799)
- Chrestomathie arabe (1806, 2:a uppl. 1826-27)
- Grammaire arabe (1810; 2:a uppl. 1831, 3:e uppl., utgiven av Machuel 1904-05),
- Relation de l’Égypte (1810), översättning av ’Abd el-Latifs arabiska arbete jämte kommentar, som anses vara ett mästerverk, vidare en edition av den arabiska texten till Bidpais fabler.
- Calila et Dimna (1816), av Feridu-d-din ’Attars "Pendname" (persisk text med fransk översättning 1819) och Hariris "Makamer" (arabisk text och kommentar 1822, 2:a uppl., utg. av Reinaud och Derenbourg 1847-53)
- Anthologie grammaticale arabe (1829)
- Exposé de la religion des druses (1838).